# زواتا
زواتا (به لاتین: Zawata) یک روستا در دولت فلسطین است که در استان نابلس واقع شده‌است. زواتا ۱٬۹۰۰ نفر جمعیت دارد.